# Wilderness Heart
Wilderness Heart è il terzo album in studio del gruppo musicale rock canadese Black Mountain, pubblicato nel 2010.

## Tracce
1. The Hair Song – 3:54
2. Old Fangs – 4:01
3. Radiant Hearts – 3:52
4. Rollercoaster – 5:15
5. Let Spirits Ride – 4:20
6. Buried by the Blues – 4:02
7. The Way to Gone – 4:03
8. Wilderness Heart – 3:58
9. The Space of Your Mind – 4:14
10. Sadie – 5:10

## Formazione
- Stephen McBean - chitarre, voce
- Jeremy Schmidt - mellotron, organo, sintetizzatore
- Amber Webber - percussioni, voce
- Joshua Wells - batteria, percussioni, piano, voce
- Matthew Camirand - basso